# El Chaparro
El Chaparro é uma cidade venezuelana, capital do município de Sir Artur McGregor.